# Albert Thibault
Pour les articles homonymes, voir Albert Thibault (homonymie).
Albert Thibault est un homme politique français né le 17 juillet 1870 à Conlie (Sarthe) et décédé le 5 janvier 1954 au Mans (Sarthe)

## Biographie
Éleveur, il est député de la Sarthe de 1928 à 1935 et sénateur de 1935 à 1940.

## Sources
- « Albert Thibault », dans le Dictionnaire des parlementaires français (1889-1940), sous la direction de Jean Jolly, PUF, 1960 [détail de l’édition]